# Schin Kerr
Schin A.S. Kerr (Bolingbrook, 7 luglio 1979) è un ex cestista e attore statunitense, terminata la carriera cestistica intraprende quella da attore partecipando al film Glory Road.